# Villamontán de la Valduerna
Villamontán de la Valduerna település Spanyolországban, León tartományban. Lakosainak száma 683 fő (2024).

## Földrajza
A település a Duerna folyó völgyében fekszik. A község legmagasabb pontja a 928 méter magas Peña Grande. Villamontán de la Valduerna Santa Elena de Jamuz, Quintana y Congosto, Destriana, Valderrey, Riego de la Vega, Palacios de la Valduerna és Castrotierra de Valmadrigal községekkel határos.

## Látnivalók
Egy, a faluhoz közeli, Los Villares nevű lakatlan síkon emelkedik a település egyik régi műemléke, az úgynevezett Öregtorony (Torre Vieja). Több régi ház homlokzatát címerek díszítik. A településen fellelhető 7 darab, a 2. századból származó római kőtábla is.

## Népesség
A település lakosságának változását az alábbi diagram mutatja:
| Lakosok száma | 1083 | 1001 | 957  | 917  | 858  | 822  | 758  | 715  | 701  | 683  |
|               | 2001 | 2004 | 2007 | 2009 | 2012 | 2014 | 2017 | 2019 | 2022 | 2024 |